# Афанасьевская (Вашкинский район)
Афанасьевская — упразднённая деревня в Вашкинском районе Вологодской области. Входила в состав Андреевского сельского поселения, с точки зрения административно-территориального деления — в Андреевский сельсовет. Исключена из учётных данных в 2024 году.

## География
Расстояние до центра муниципального образования деревни Андреевская по прямой — 26 км. Ближайшие населённые пункты — Гора, Гридино, Тимошино, Фомино.

## Население
| 2010 |
| ---- |
| 0    |

По данным переписи в 2002 году постоянного населения не было.